# کلاه‌پارچه‌ای شرابی
کلاه‌پارچه‌ای شرابی (نام علمی: Mycena haematopus) یا کلاه‌پارچه‌ای خونین نام یک گونه از سرده کلاه‌پارچه‌ای‌ها است.